# Compositermes vindai

Compositermes vindai (лат.) — вид термитов, единственный в составе монотипического рода Compositermes из подсемейства Apicotermitinae семейства Termitidae. Неотропика.

## Распространение
Южная Америка: Панама, Парагвай, Тринидад, Французская Гвиана.

## Описание
Мелкие термиты, длина тела около 4 мм. Каста солдат отсутствует; усики средней длины, состоят из 14 члеников. Рабочие мономорфные. Основная окраска беловато-жёлтая. Небольшие семьи термитов Compositermes vindai обнаружен под камнями или в крупных колониях термитов рода Cornitermes.
Размеры (в мм): максимальная ширина головы 0,84-1,01; максимальная ширина пронотума 0,52-0,64; ширина передней голени 0,12-0,15; длина задней голени 0,69-0,84..

## Систематика
Вид Compositermes vindai (и род Compositermes) был впервые описан в 2013 году американским энтомологом Рудольфом Шиффраном (Rudolf Scheffrahn, Fort Lauderdale Research and Education Center of the Institute for Food and Agricultural Sciences at the University of Florida) и отнесён к родовой группе Anoplotermes-group species из подсемейства Apicotermitinae (Termitidae). По своему строению близки к родам Grigiotermes Mathews и Ruptitermes Mathews.

## Этимология
C. vindai был назван в честь тринидадца Винда Махараджи (Boudanath (Vinda) Maharajh; 1950—2009), помогавшего автору в исследовании американских термитов на протяжении 23 экспедиций в 1996—2008 годах.